# تری‌متیل‌سیلیل آزید
تری‌متیل‌سیلیل آزید (به انگلیسی: Trimethylsilyl azide) یک ترکیب شیمیایی با شناسه پاب‌کم ۷۸۳۷۸ است. شکل ظاهری این ترکیب، مایع شفاف بی‌رنگ است.